# ریچارد بروک
ریچارد بروک (انگلیسی: Richard Brooke; ۱ ژانویهٔ ۱۷۹۱ – ۱ ژانویهٔ ۱۸۶۱) نویسنده انگلیسی است که در سال ۱۷۹۱ و در لیورپول به دنیا آمد. وی اوقات فراغت خود را به تحقیقات در مورد تاریخ و آثار باستانی انگلستان اختصاص داده است و به ویژه متمرکز بر کاوش در میدان‌های نبرد میان خاندان‌های یورک و لنکستر می‌باشد.